# Blighia laurentii
Blighia laurentii là một loài thực vật có hoa trong họ Bồ hòn. Loài này được De Wild. mô tả khoa học đầu tiên năm 1909.